# 圣母升天主教座堂 (斯波莱托)

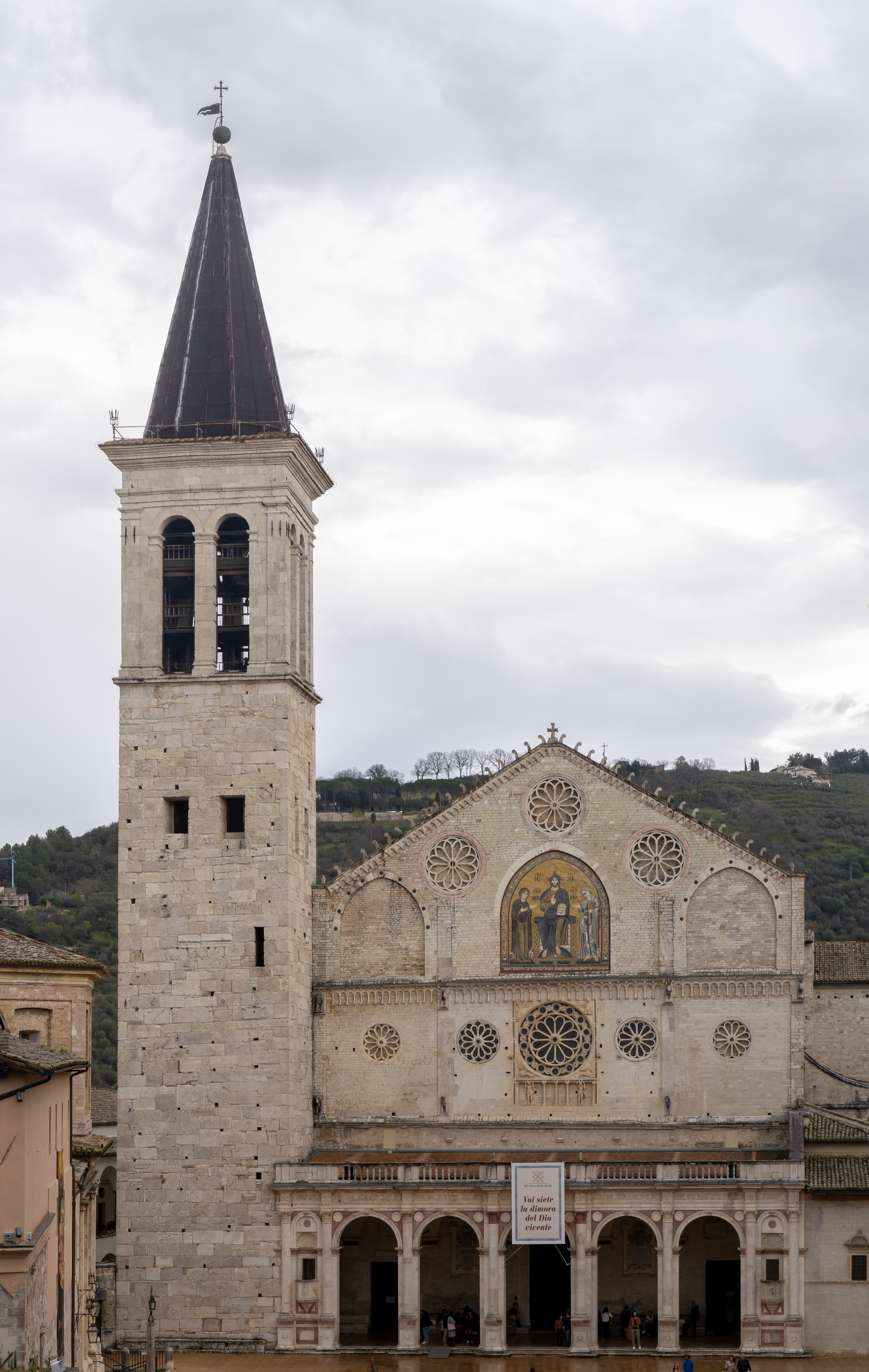
立面

斯波莱托主教座堂（義大利語：Duomo di Spoleto），全稱斯波莱托圣母升天主教座堂（義大利語：Cattedrale di Santa Maria Assunta）是天主教斯波萊托-諾爾恰總教區的主教座堂，位于意大利翁布里亚大区城市斯波莱托。
这是一座罗曼式建筑，建于12世纪下半叶。此前的旧主教座堂被皇帝的军队摧毁。在十五和十六世纪分别增建了外部门廊和钟楼。
立面划分为三个层次。

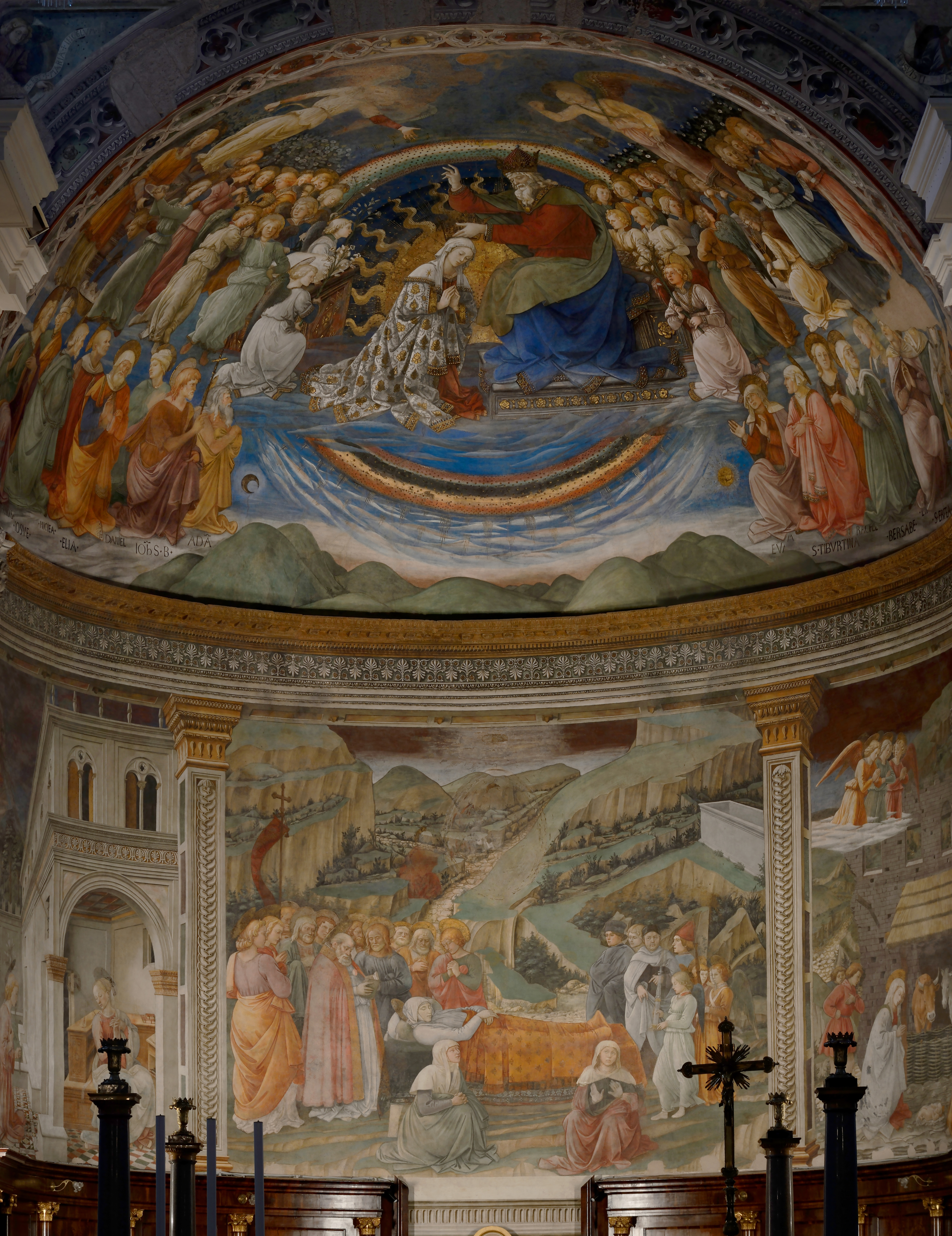
斯波莱托主教座堂湿壁画《圣母的生平事迹》

菲利普·利皮晚年为斯波莱托主教座堂的半圆形后殿绘制湿壁画，主題是《圣母的生平事迹》，其中出現了画家的自画像和其子的肖像。1469年利皮在創作這幅湿壁画时逝世。